# Skandia (biograf)
Ej att förväxla med Skandiateatern, Norrköping eller biografteatern Skandia, Lund.

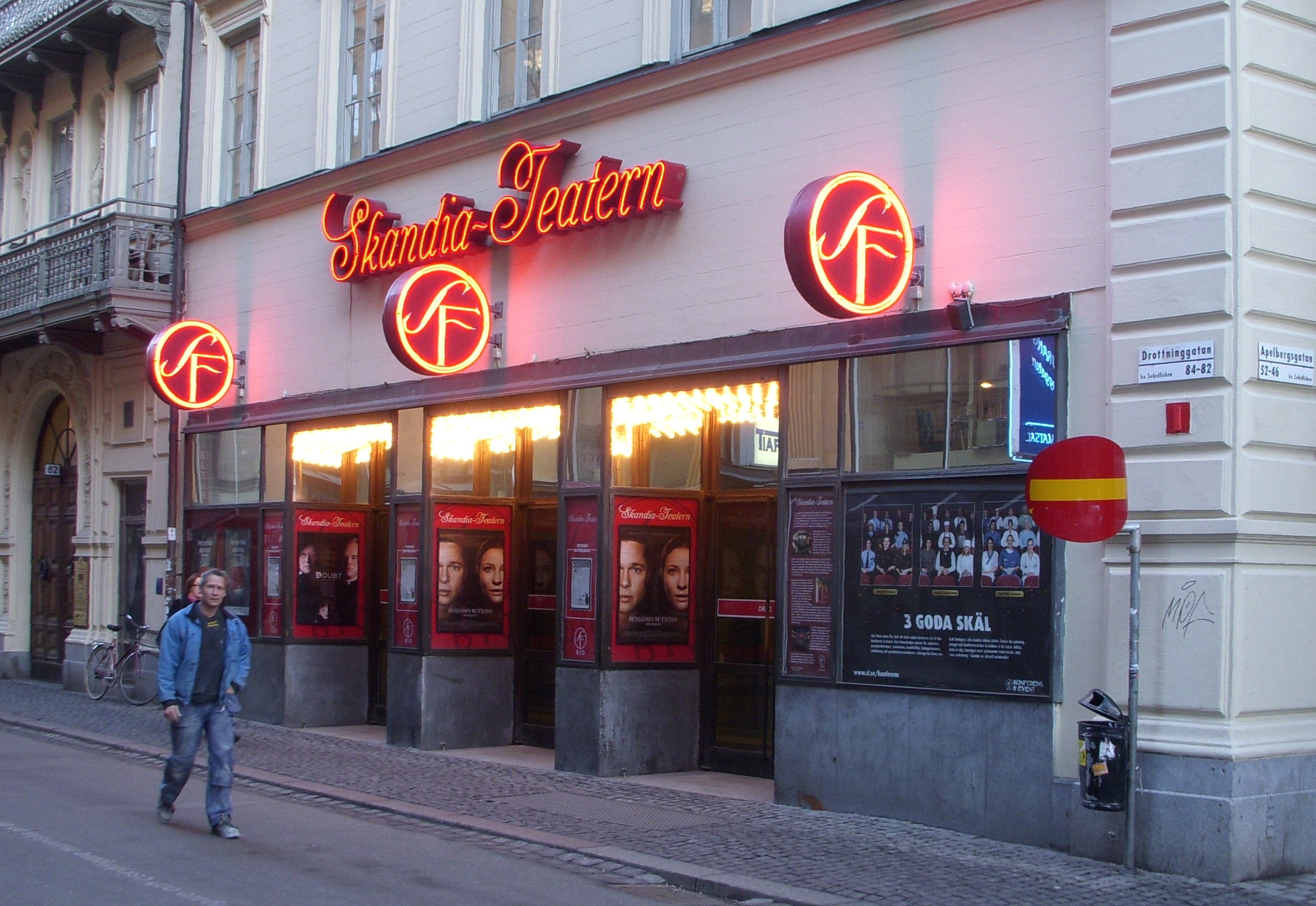
Biograf Skandia 2009.

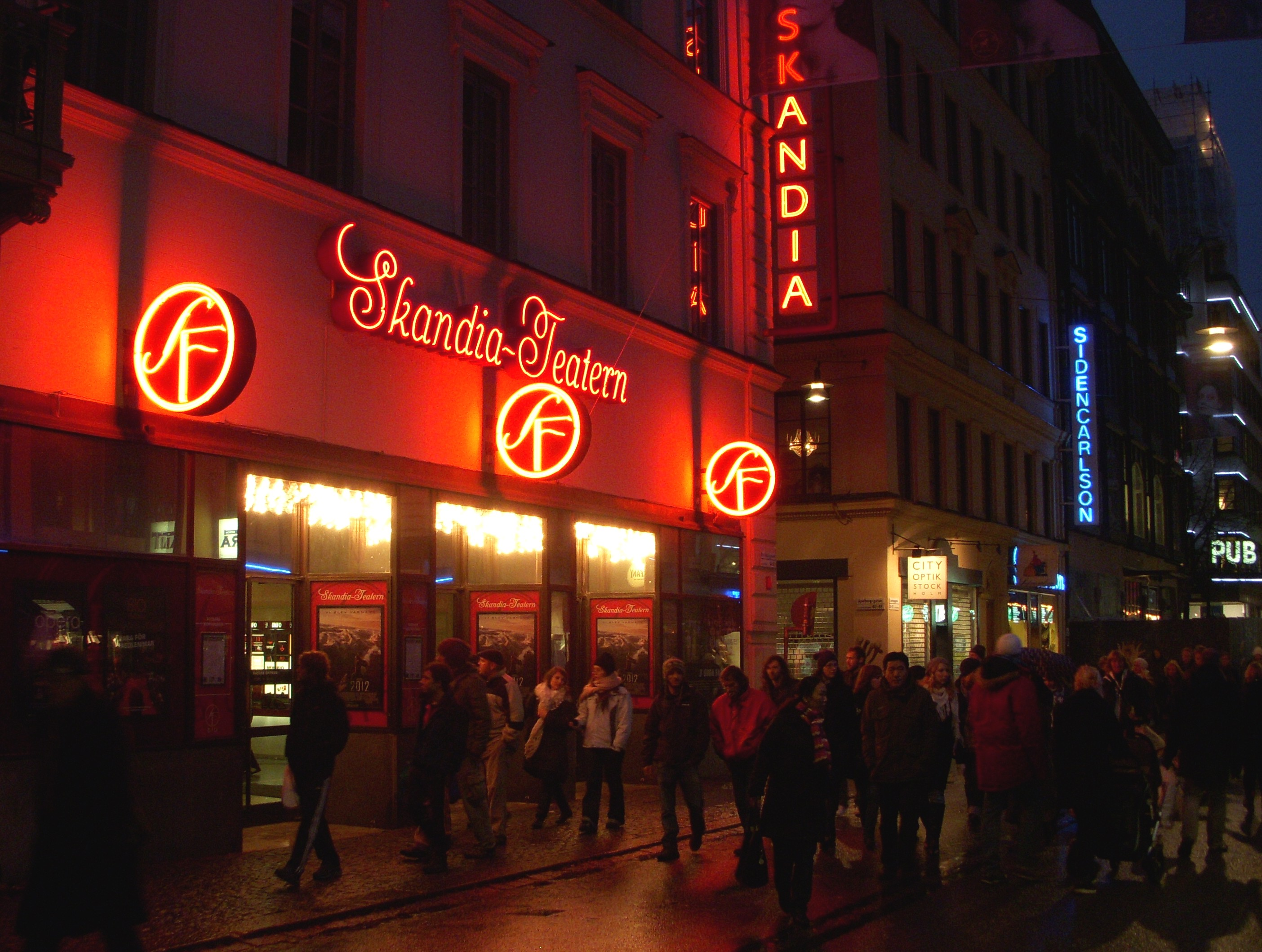
Skandia-Teatern i kvällsljus.

Skandia-Teatern (ofta kallad Bio Skandia eller Skandiabiografen) är Stockholms mest kända klassiska biograf, belägen i det Warodellska huset vid Drottninggatan 82 i Stockholm. Biografen invigdes den 19 september 1923 och är formgiven av arkitekt Gunnar Asplund och räknas idag till de vackraste i Stockholm. Mellan åren 1968 och 1991 hade namnet ändrats till Look. År 2001 återinvigdes Skandia-Teatern i till ursprungligt utseende renoverat skick och Filmstaden drev biografen fram till 100-årsjubileumet hösten 2023, varpå Stockholms filmfestival tog över driften efter ha startat en insamlingskampanj. Idag går Skandia-Teatern under namnet Bio Skandia, och är därmed en av de få kvarvarande singelbiograferna i Stockholm.

## Bakgrund
| Gunnar Asplund och Charles Magnusson |  | Gunnar Asplund och Charles Magnusson |
| Gunnar Asplund och Charles Magnusson |  |                                      |

År 1918 förvärvade Filmaktiebolaget Skandia Warodellska huset vid Drottninggatan 82. Huset ritades 1851 av Fredrik Wilhelm Scholander på uppdrag av handlanden Lars Johan Warodell och stod klart 1854. År 1919 gick uppdraget att rita biografen till arkitekt Ragnar Hjorth. För att kunna rymma en så stor teaterlokal i ett hus som ursprungligen inte var avsett för det placerade Hjort själva salongen på bakgården.
Skandia-Teatern planerades som premiärbiograf för Filmindustri AB Skandia, men innan biografen stod färdig hade bolaget slagits ihop med Svenska Biografteatern till Svensk Filmindustri (SF). Där blev det sedermera SF-chefen Charles Magnusson som kom att genomföra projektet. 
Det nya bolaget fortsatte med bygget men strejk och konflikter stoppade arbetena som först 1922 kunde tas upp igen. Under tiden hade Ragnar Hjorth fått nya arbetsuppgifter för bland annat Byggnadsstyrelsen  och uppdraget för det fortsatta arbetet gick till Gunnar Asplund. Till sin hjälp hade han arkitekterna Uno Åhrén och Kjell Westin.

## Skandias tillkomst
Skandia-Teatern gestaltades 1922–1923 av arkitekt Gunnar Asplund i en för honom typisk tjugotalsklassicism under en tid då han samtidigt arbetade med Stockholms stadsbibliotek. Skandias konstnärliga utsmyckning väckte stor uppmärksamhet vid öppningen, med konstverk av idag välkända konstnärer såsom Hilding Linnqvist, Leander Engström, Alf Munthe, Stig Blomberg, Einar Forseth och Ivar Johnsson. 
Biografen var en av Stockholms arkitektoniskt mest originella skapelser, där biografsalongen gjordes som en så kallad atmosfärsbiograf, för att ge publiken en känsla av att sitta i en festlig utomhusmiljö. Det Asplund och hans medarbetare hade skapat blev omskrivet av ledande konstkritiker och betecknades som ett mästerverk. För byggarbetena stod byggmästaren Carl Wiktor Andrén.
Entréhallens väggar var målade i ljusgrått och smyckade med nymfer och sirener, utförda av Stig Blomberg. Trappuppgången var prydd med takmålningar av Leander Engström och salongens textila utsmyckning hade komponerats av Alf Munthe och Hilding Linnqvist. Till höger och vänster om scenen placerades Ivar Johnssons förgyllda träskulpturer "Adam och Eva".
Historiska bilder

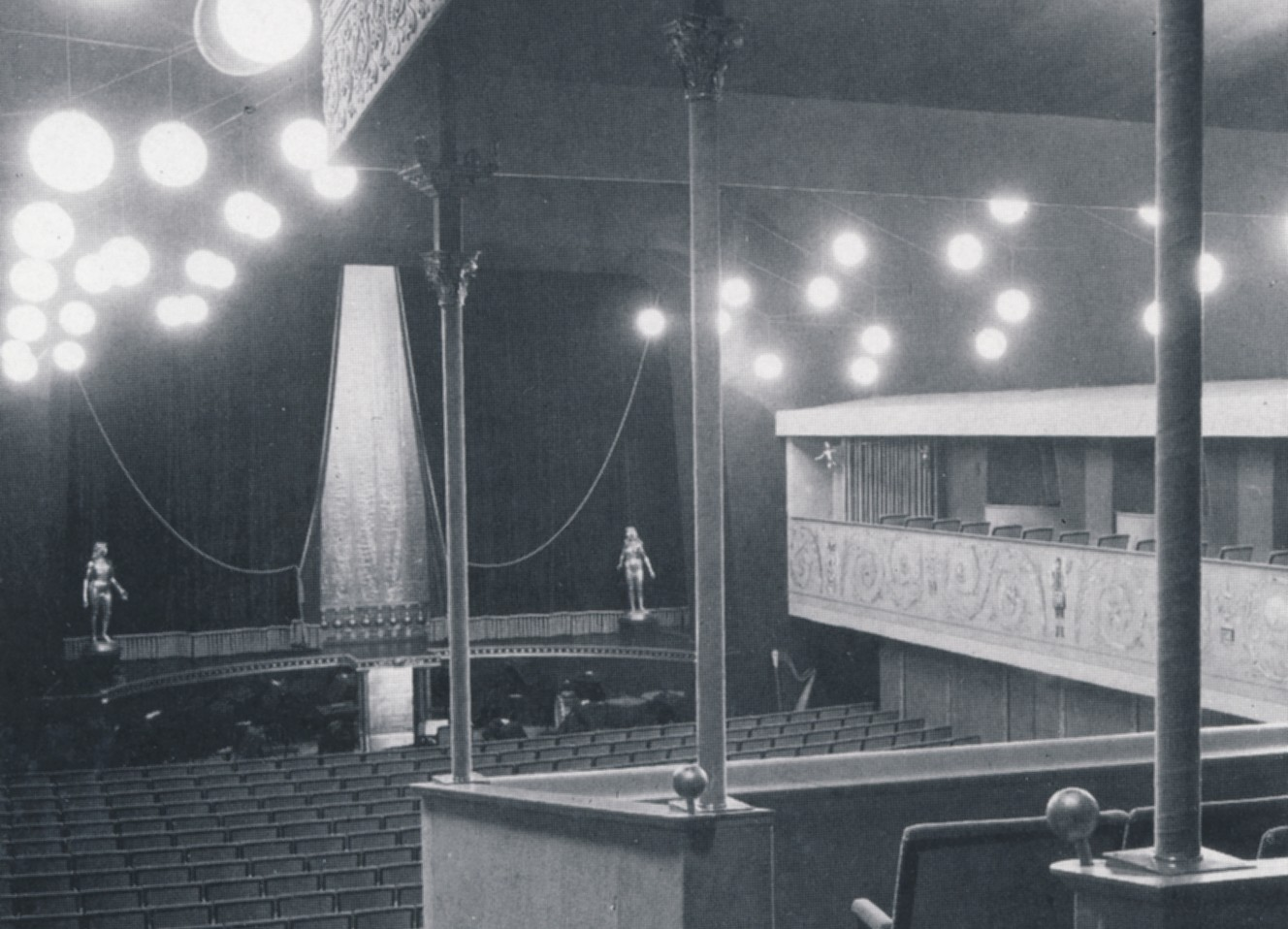
Salongen på 1920-talet
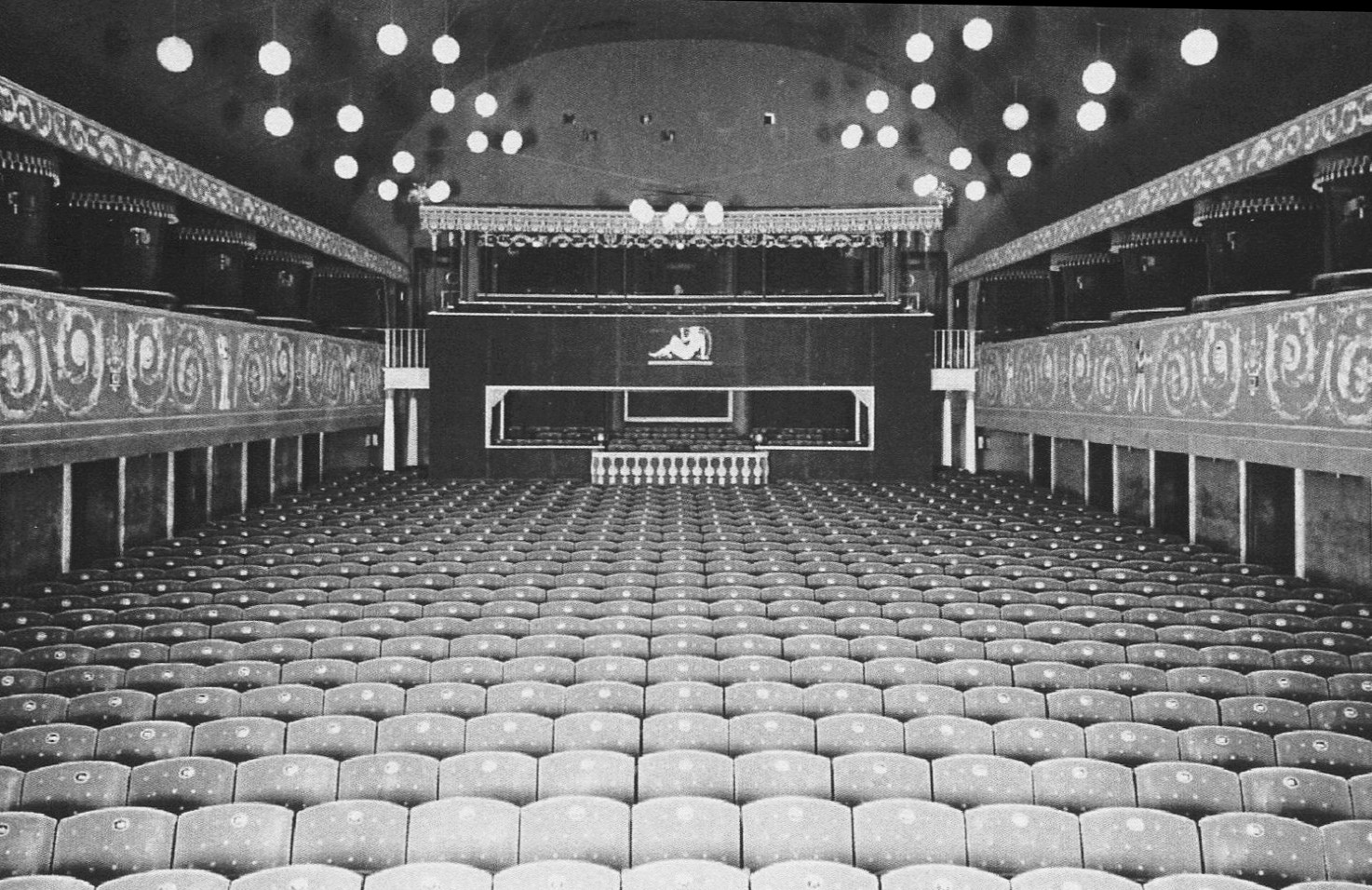
Salongen på 1920-talet
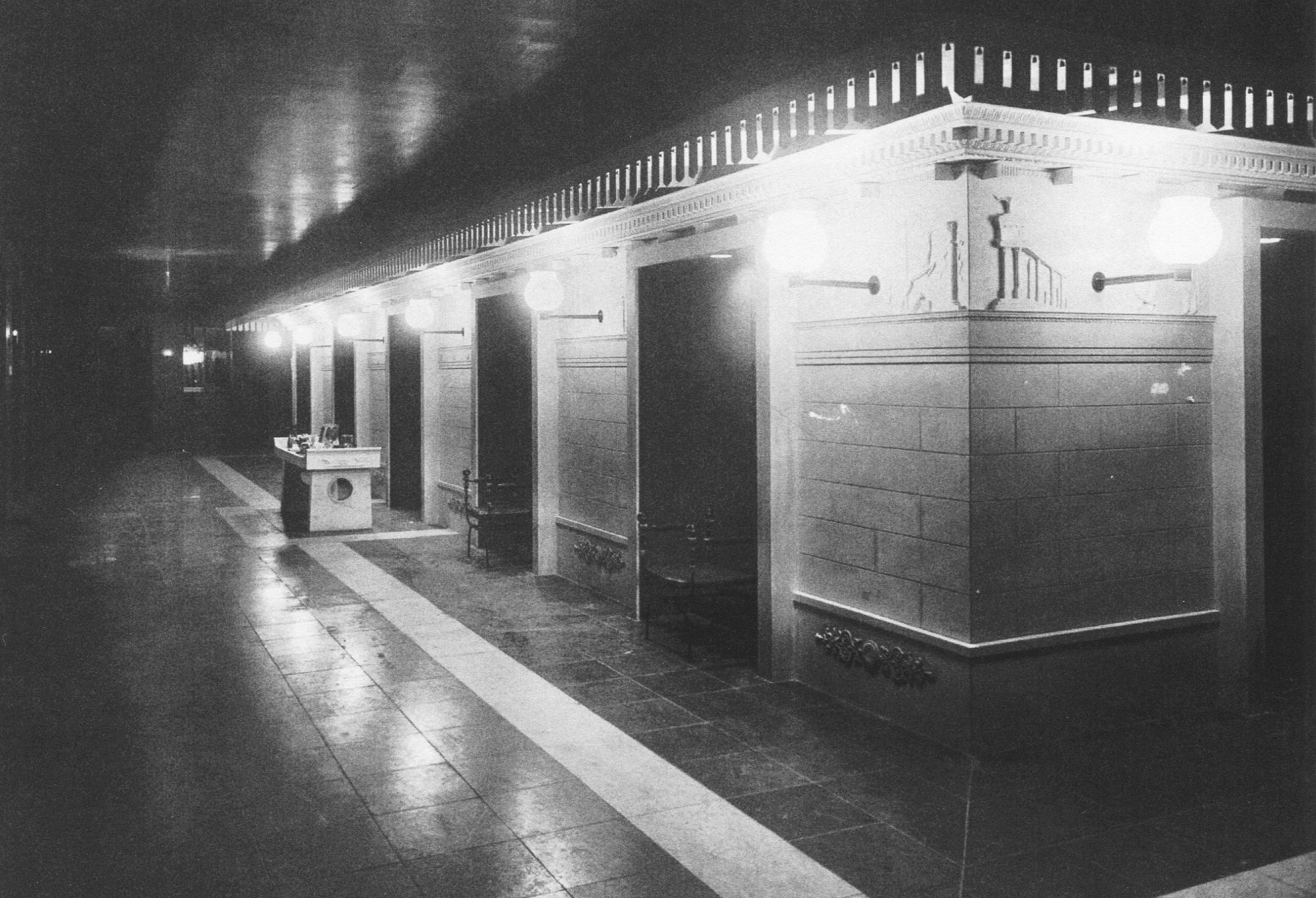
Nedre promenoaren 1924
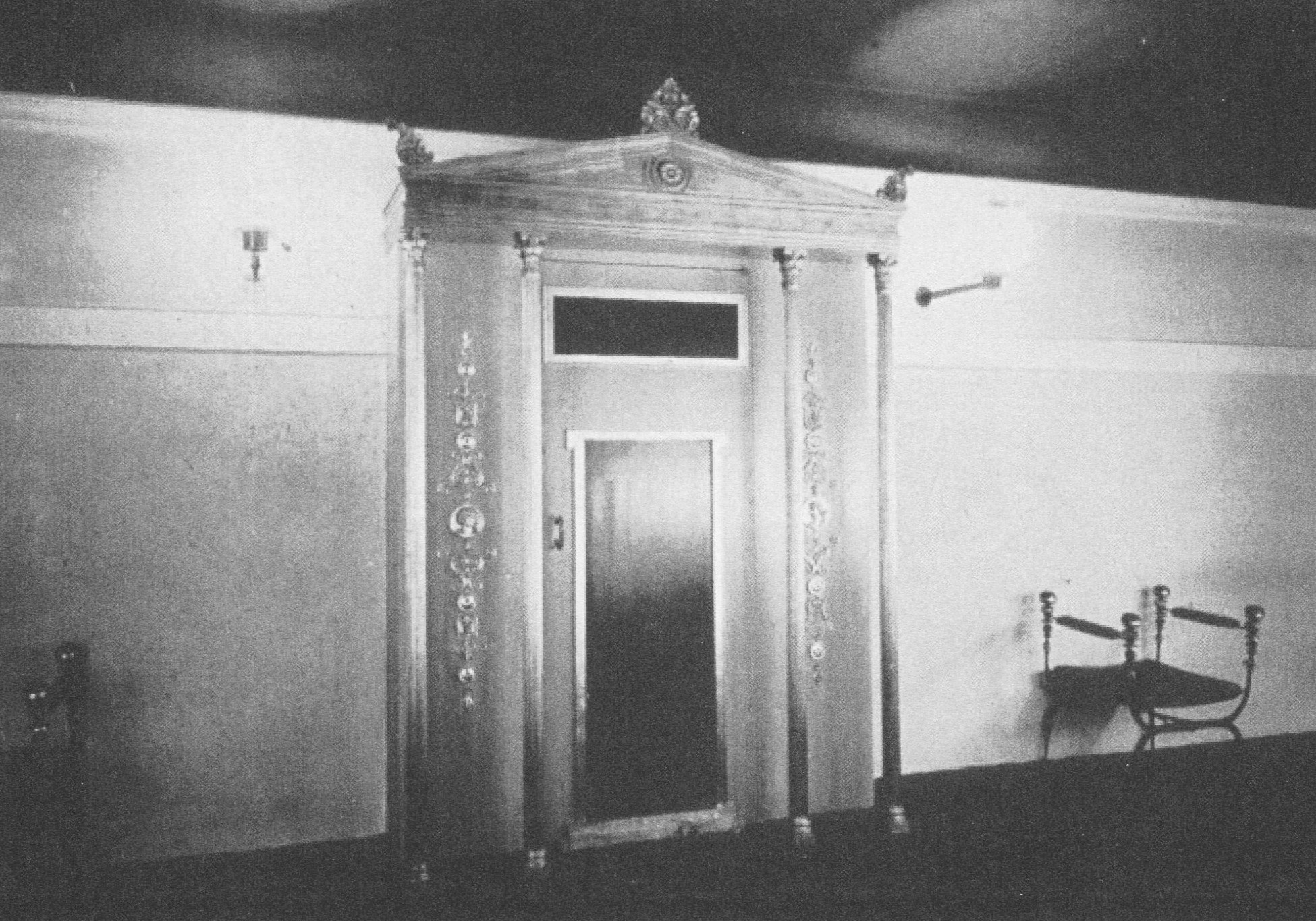
Dörren till kungliga logen 1924

Mest genomarbetad blev salongen med sitt välvda, mörkblått målade tak, som förde tanken till ett himlavalv på kvällen. Från taket hängde vita ljusglober (som senare avlägsnades); de skulle ge intryck av den fria rymden. Salongens övriga inredning hölls i röda färgnyanser, stolarna var klädda i ljusröd plysch. Balkongernas barriärer och ornamentik utfördes i större skala för att optiskt minska volymens mått. I långsidornas balkonger stod salongsdörrarna fram som små husfasader med listverk och kolonner i guld på målade ytor i svart och rött.
Från början hade Skandia plats för 852 besökare (mot 570 sittplatser år 2009). När Skandia byggdes var det en stumfilmsbiograf. År 1926 utrustades teatern med en biograforgel av märket Wurlitzer. Den kunde även härma ljudeffekter, passande till filmens handling. Vid orgeln satt en organist i vit smoking; alltsammans kunde sakta höjas ur golvet. Wurlitzerorgeln användes även som konsertorgel under stumfilmstiden. Orgeln finns sedan 2015 i Reaktorhallen på KTH.

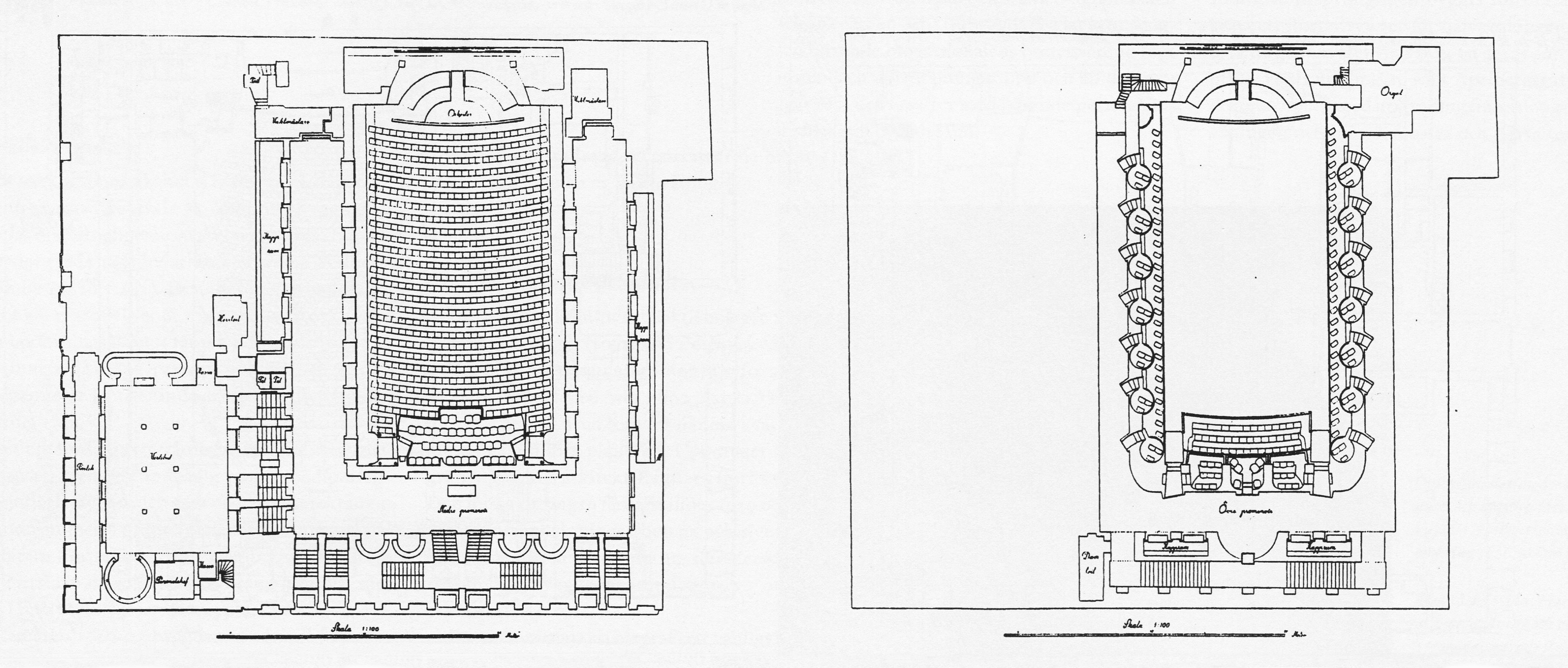

Gunnar Asplunds planritningar
Gunnar Asplunds visioner
| Gunnar Asplunds interiörskisser av salongen 1922. Vy från bakre logen (t.v.) och vy från scenen. |  | Gunnar Asplunds interiörskisser av salongen 1922. Vy från bakre logen (t.v.) och vy från scenen. |
| Gunnar Asplunds interiörskisser av salongen 1922. Vy från bakre logen (t.v.) och vy från scenen. |  |                                                                                                  |

## Invigning

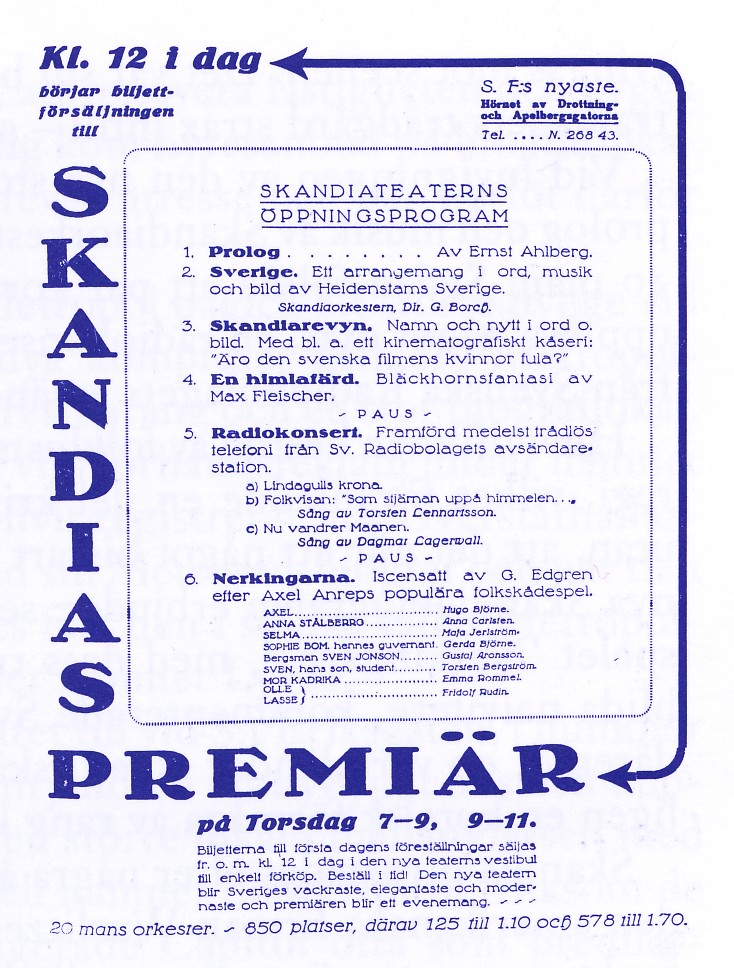
Invigningsprogrammet

Vid invigningen den 20 september 1923 hölls en prolog av Ernst Ahlberg, därefter spelade Skandiaorkesterns 20-mannauppsättning. Som punkt tre framförde Skandiarevyn ett kinematografiskt kåseri med titeln: Äro den svenska filmens kvinnor fula? En teknisk nyhet blev första nummer efter pausen: då spelades en radiokonsert Framförd medelst trådlös telefoni från Sv. Radiobolagets avsändarstation.
Som premiärfilm visades folklustspelet Närkingarna av Gustaf Edgren. Svenska Dagbladet kommenterade dagen därpå: "Det är inte utan, att det gör ett något bisarrt intryck, att i denna fantastiska miljö den nya Skandiabiografen erbjuder, se framföras det gamla svenska folklustspelet Närkingarna, med dess trohjärtade gammaldags folklighet och blida naivitet". Däremot fick den då okände amatörskådespelaren Fridolf Rhudin beröm. Inträdesbiljetterna kostade 1:25 kr respektive 1:70 kr.
I sin invigningsskrift skrev Gunnar Asplund: "Det måste vara något festligt, något av glitter och glans, en smula ytligt och liksom för stunden i salongen, som dessutom måste verka inbonad och varm för publiken, som strömmar in från vinterkylan eller höstrusket".

## Ombyggnader
Den första större ombyggnaden av Skandia skedde 1942. Då utrustades entrén med en lång baldakin prydd med neonslingor och ordet "Skandia" i neon med skrivstil. Interiört genomfördes stora förändringar såsom ett mer sluttande golv i salongen och ommålning av Asplunds natthimmel i vit färg. På läktaren ersattes de halvrunda balkongerna av så kallade fästmanssoffor (soffor för två). Resultatet kritiserades hårt i pressen.
År 1962 fick baldakinen en enklare form liksom biografskylten "Skandia". Man visade västernfilmen Mannen som sköt Liberty Valance med James Stewart och John Wayne.
I samband med att biografen renoverades 1968 installerades utrustning för 70 mm film och Skandia döptes om till Look. Återigen ommålades salongens tak och väggar.
Från slutet av 1980-talet satsade SF på att kontinuerligt återställa lokalerna i ursprungligt skick. År 1988 plockade man bort baldakinen och ersatte den med tre SF-märken i neon på fasaden. I entréhall och foajé har originalkulören tagits fram och salongen fick nya fåtöljer i ädelträ och röd klädsel. Detta gjordes år 1991 och i samband med detta återfick biografen sitt ursprungliga namn Skandia-Teatern. Den 1 augusti 2000 lades biografverksamheten ner och vestibulen hyrdes ut till ett café.
Ombyggda Skandia

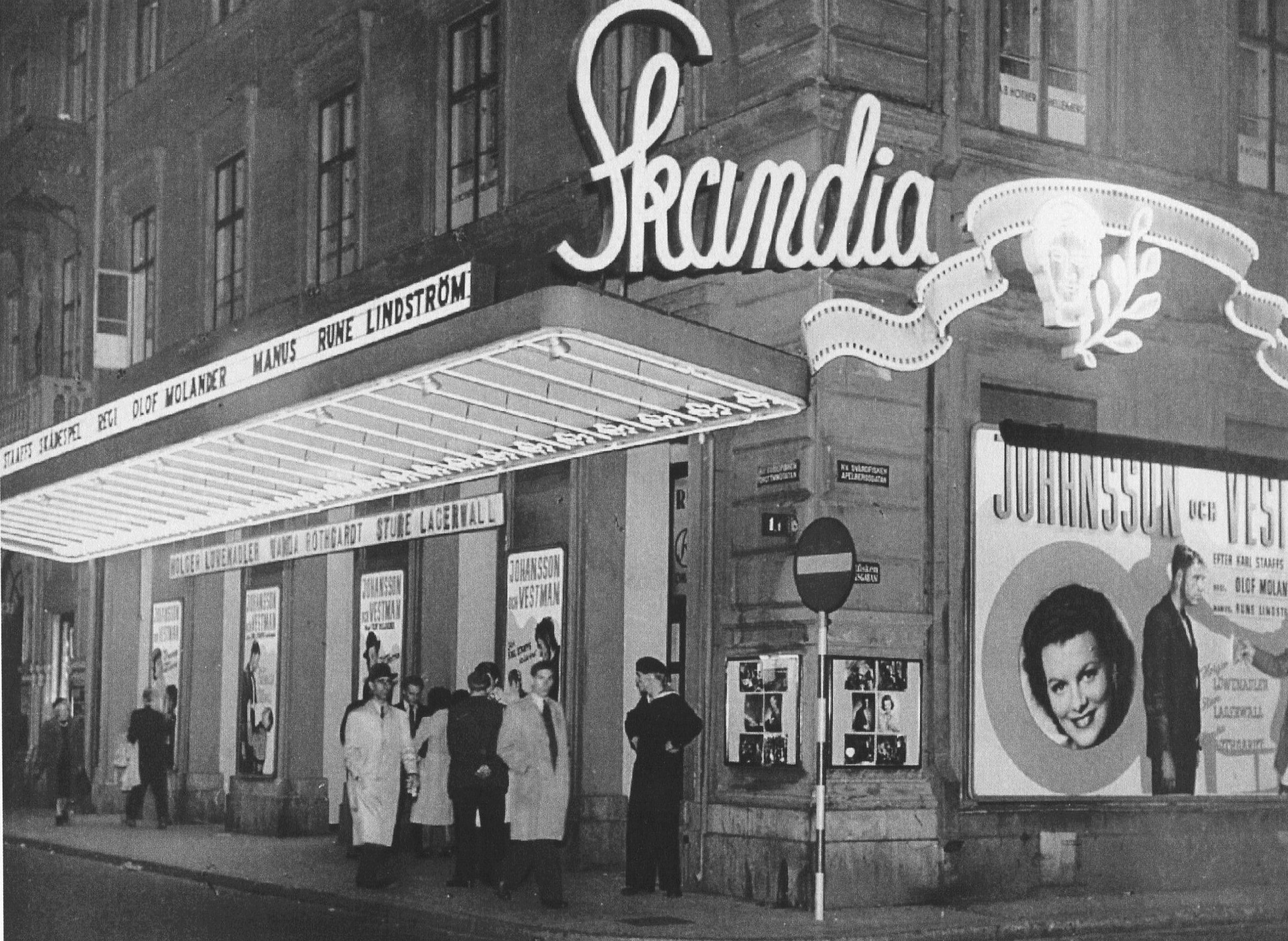
Efter ombyggnaden 1942
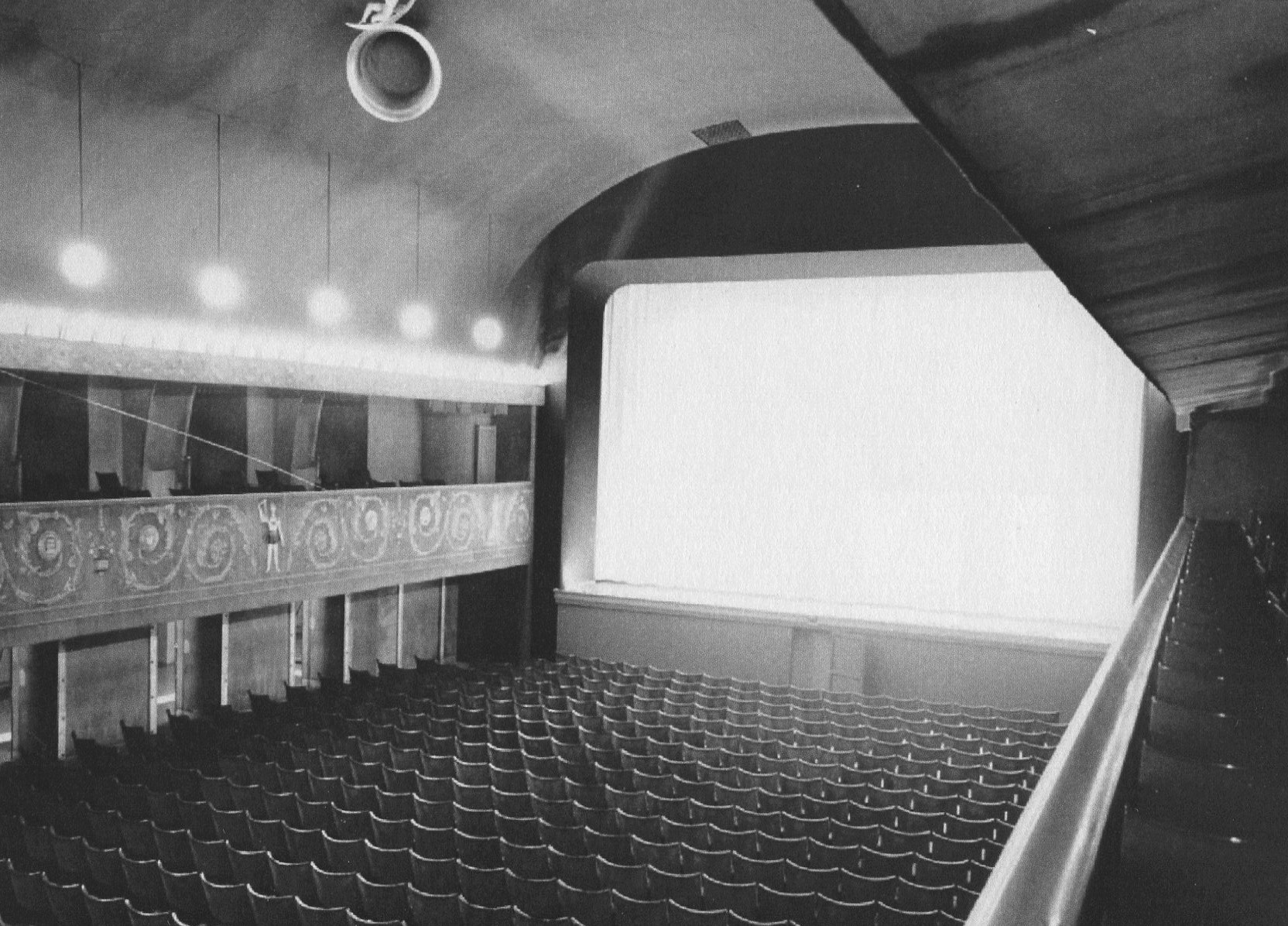
Salongen 1953
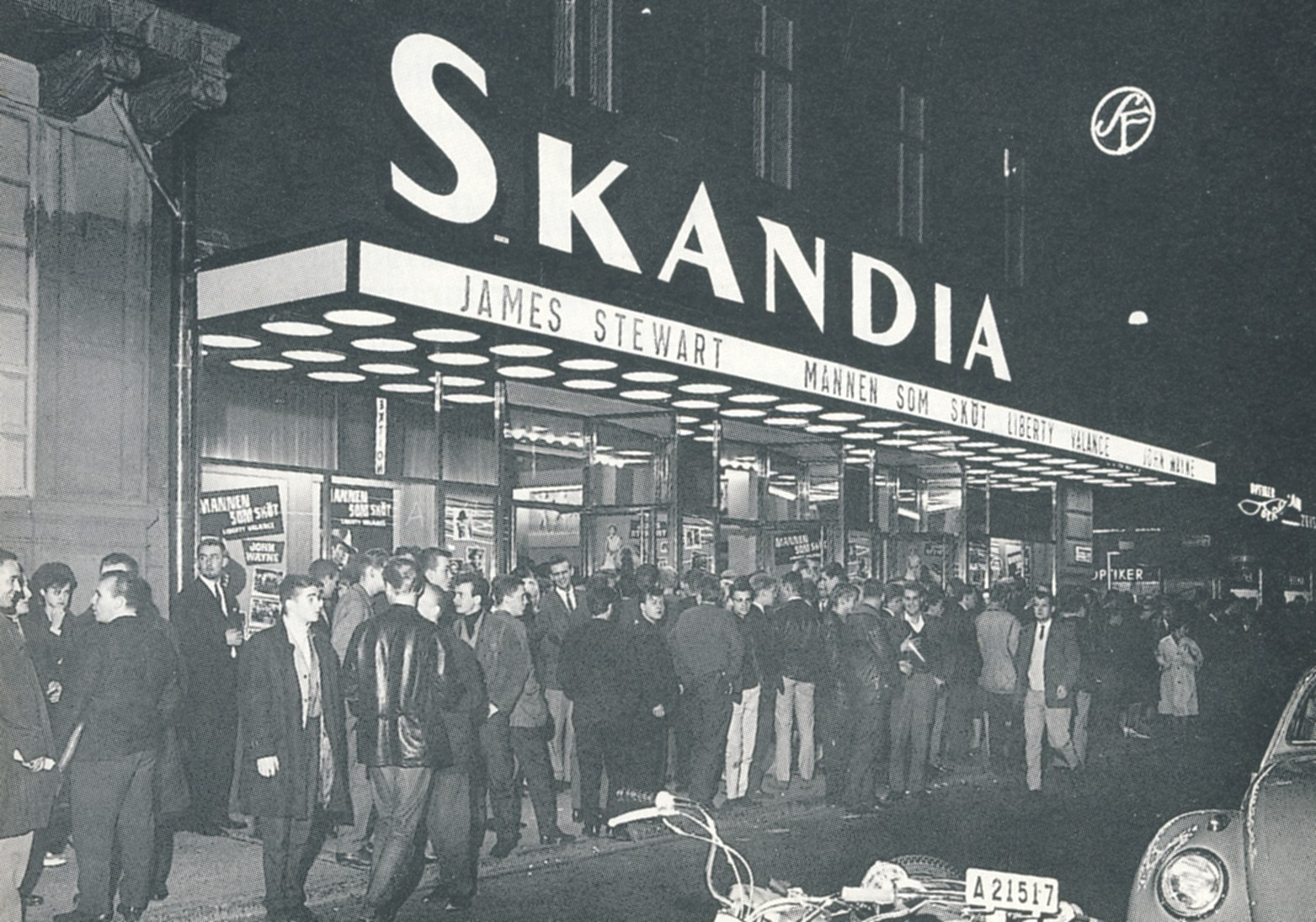
Efter ombyggnaden 1962
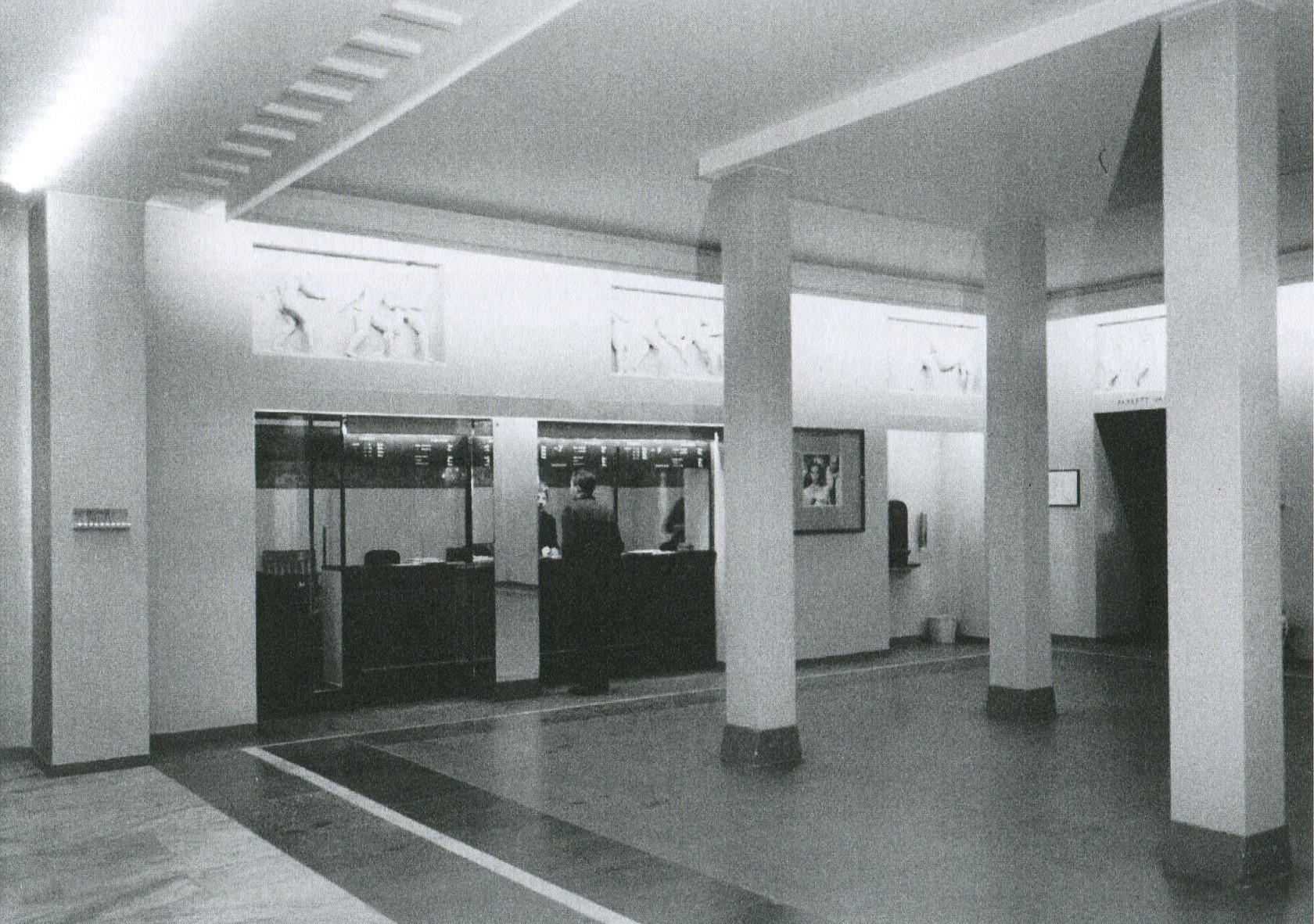
Foajén 1962

## Skandia idag
Länsstyrelsen i Stockholms län förordnade i maj 2000 om anmälningsplikt enligt kulturmiljölagen. Detta innebär att inga förändringar får vidtas som påtagligt minskar biografens kulturhistoriska värde. 
Den 19 december 2001 öppnades Skandia igen för allmänheten. SF Bio AB hyr Skandia-Teatern på ett femårigt kontrakt med fastighetsägaren Hufvudstaden. Skandia hålls från och med våren 2002 öppen mestadels som veckoslutsbiograf. Övriga dagar används biografen till uthyrningar, galor, förhandsvisningar och konferenser. Sedan 2005 restaureras biografen antikvariskt av SF Bio, med bidrag från Stockholms Länsstyrelses Antikvariska enhet. Stora delar av original-stuccolustron har tagits fram, salongens textilier har restaurerats, likaså målningar i promenoaren. I januari 2011 renoverades damernas väntrum samt "stjärnrummet" som ligger i anslutning till den över foajén. 
I mars 2016 stängde Skandia än en gång för allmänheten och öppnade endast dörrarna för större evenemang, Filmstadens specialvisningar, och de årliga upplagorna av Stockholms filmfestival.
Vid slutet av 2023 höll Filmstadens hyreskontrakt på att löpa ut och biografen riskerade att stängas. Stockholms filmfestival startade då en insamlingskampanj där bland andra Ethan Hawke, Maya Hawke, Stellan Skarsgård deltog och uttryckte sitt stöd för biografens fortsatta verksamhet, och i december berättade filmfestivalen att de lyckats samla in tillräckligt för att ta över hyreskontraktet för biografen. I januari 2024 stod det klart att Bio Skandia skulle öppna för allmänheten igen med visningar varje vecka samt ett uppgraderat ljudsystem.

## Referenser

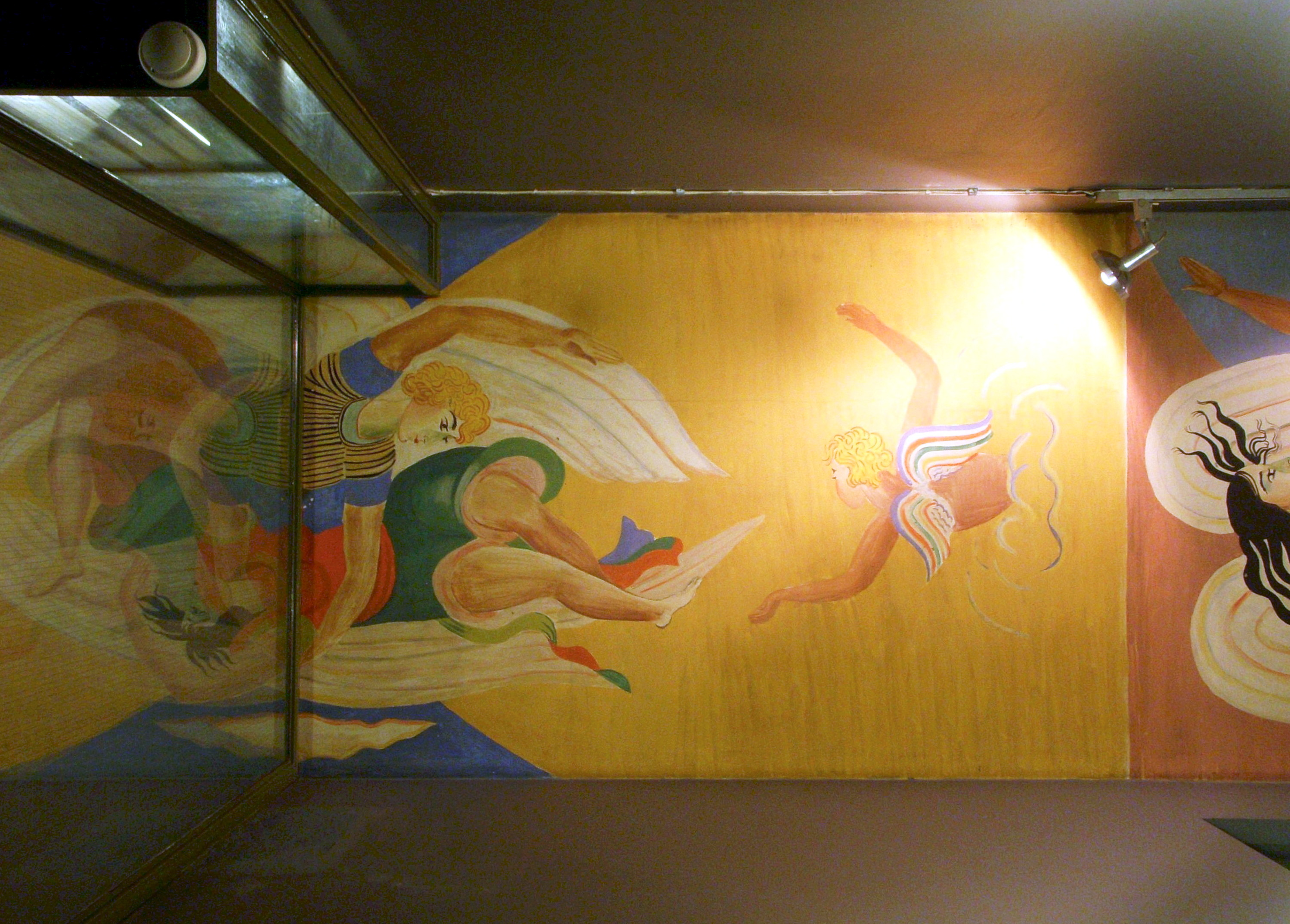
Takmålning av Leander Engström.

## Interiörbilder

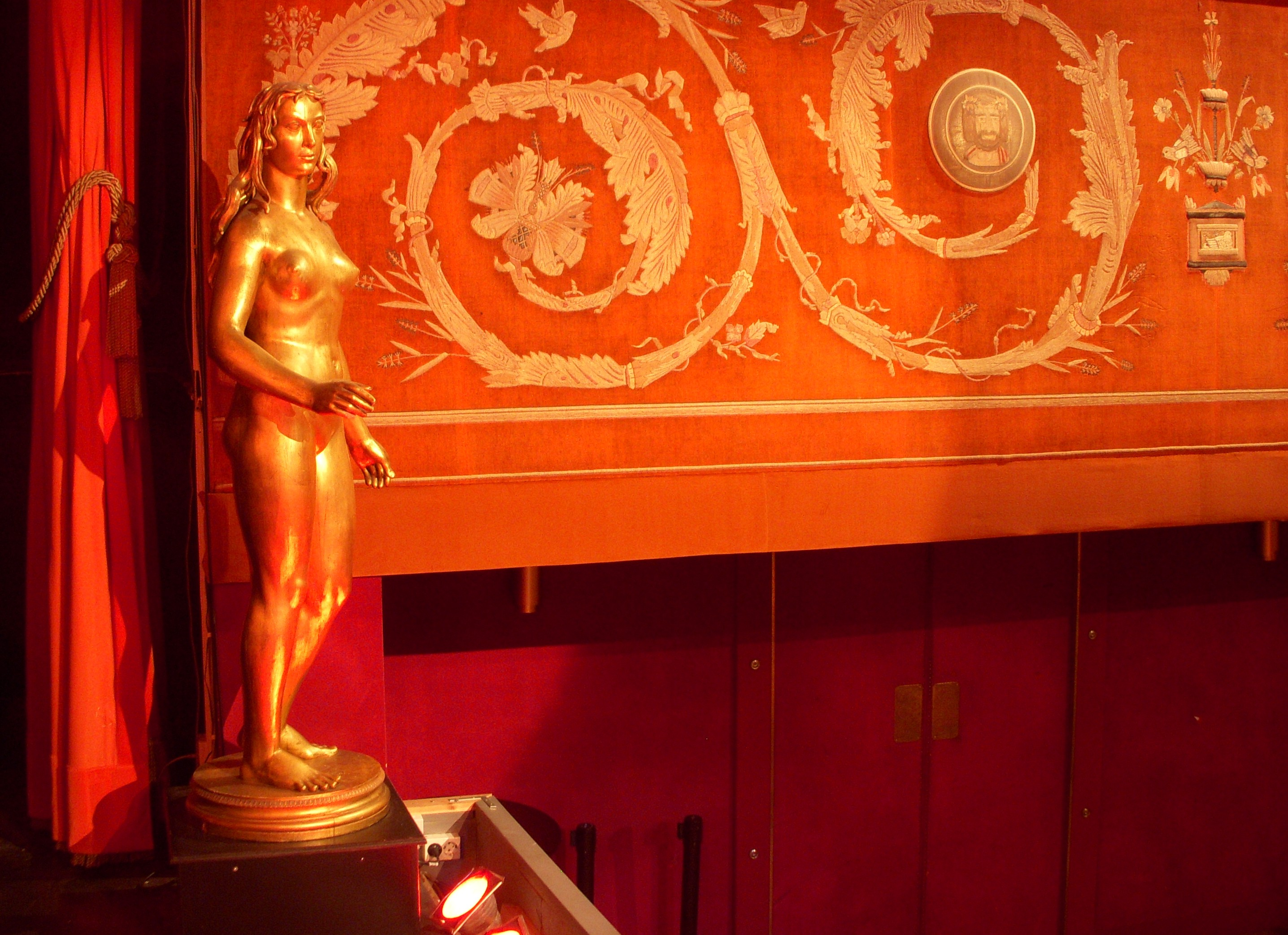
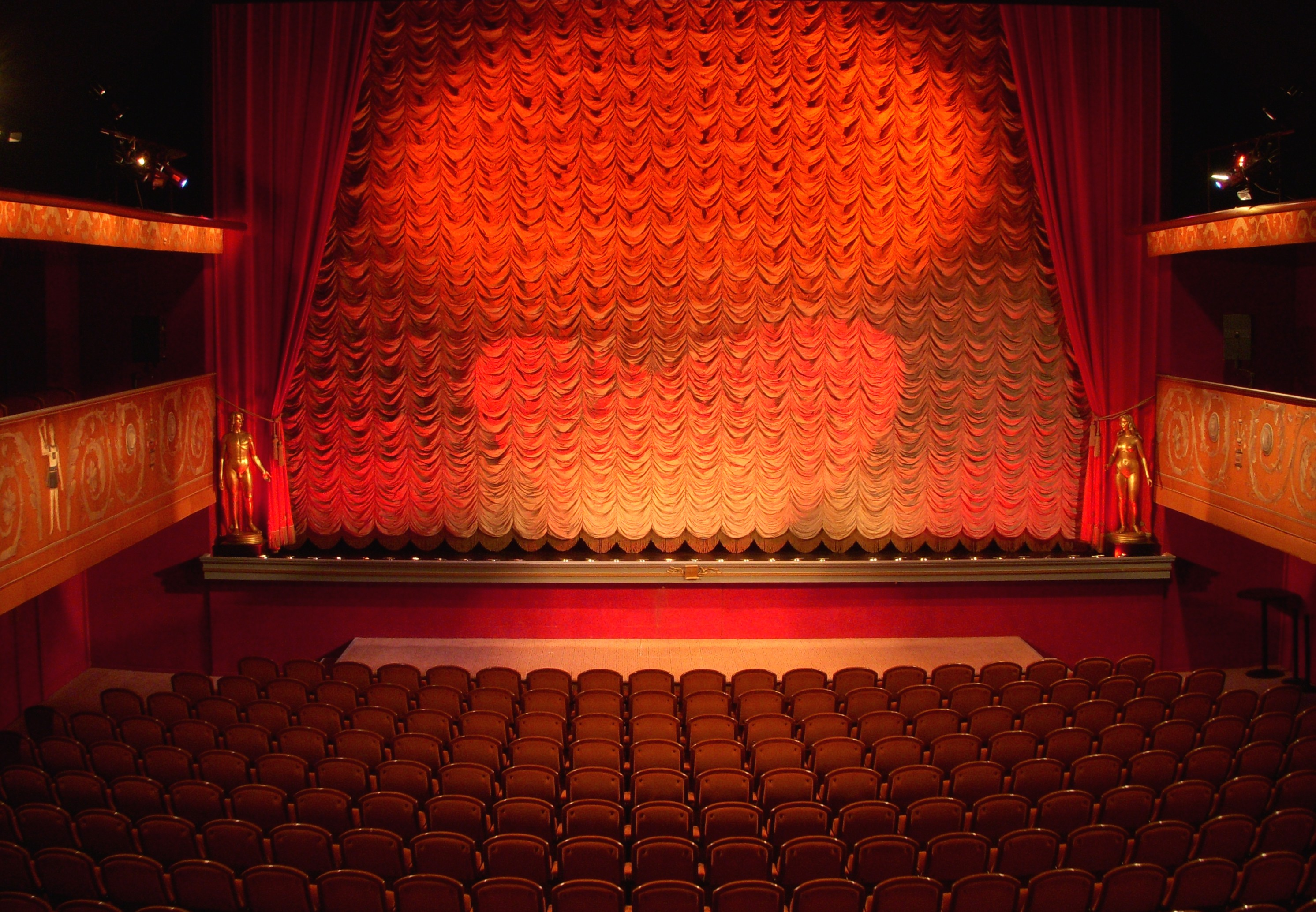
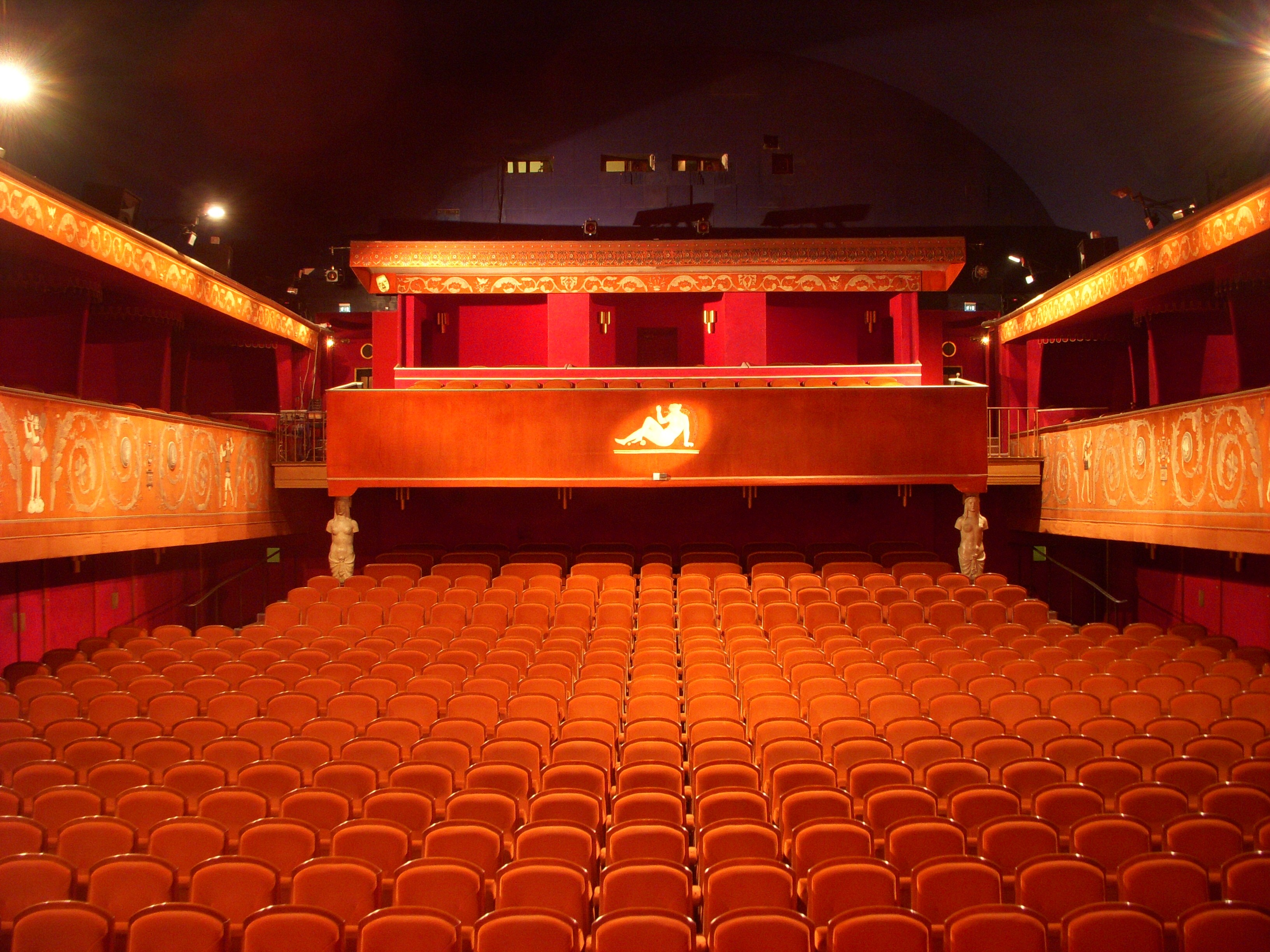
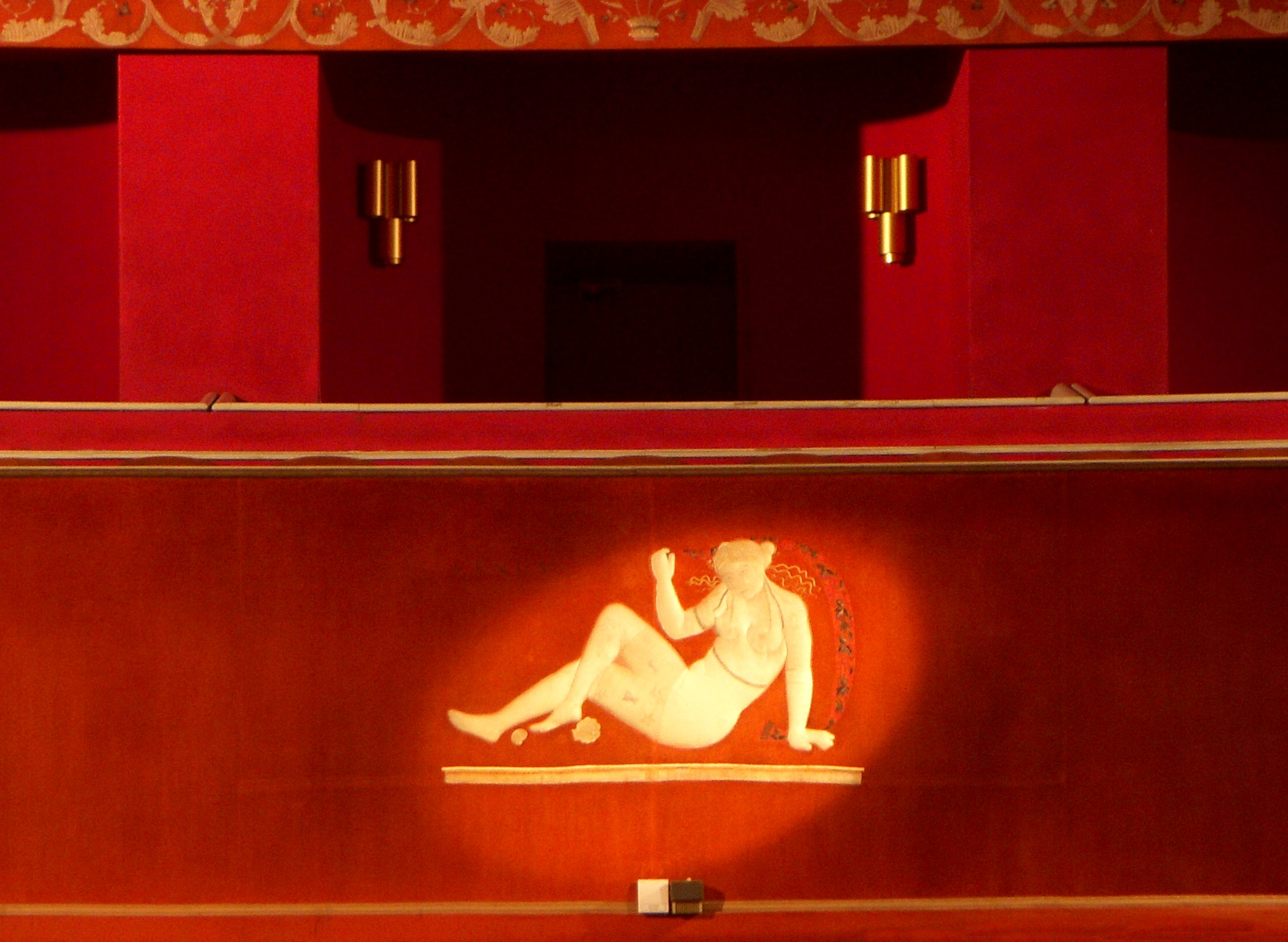
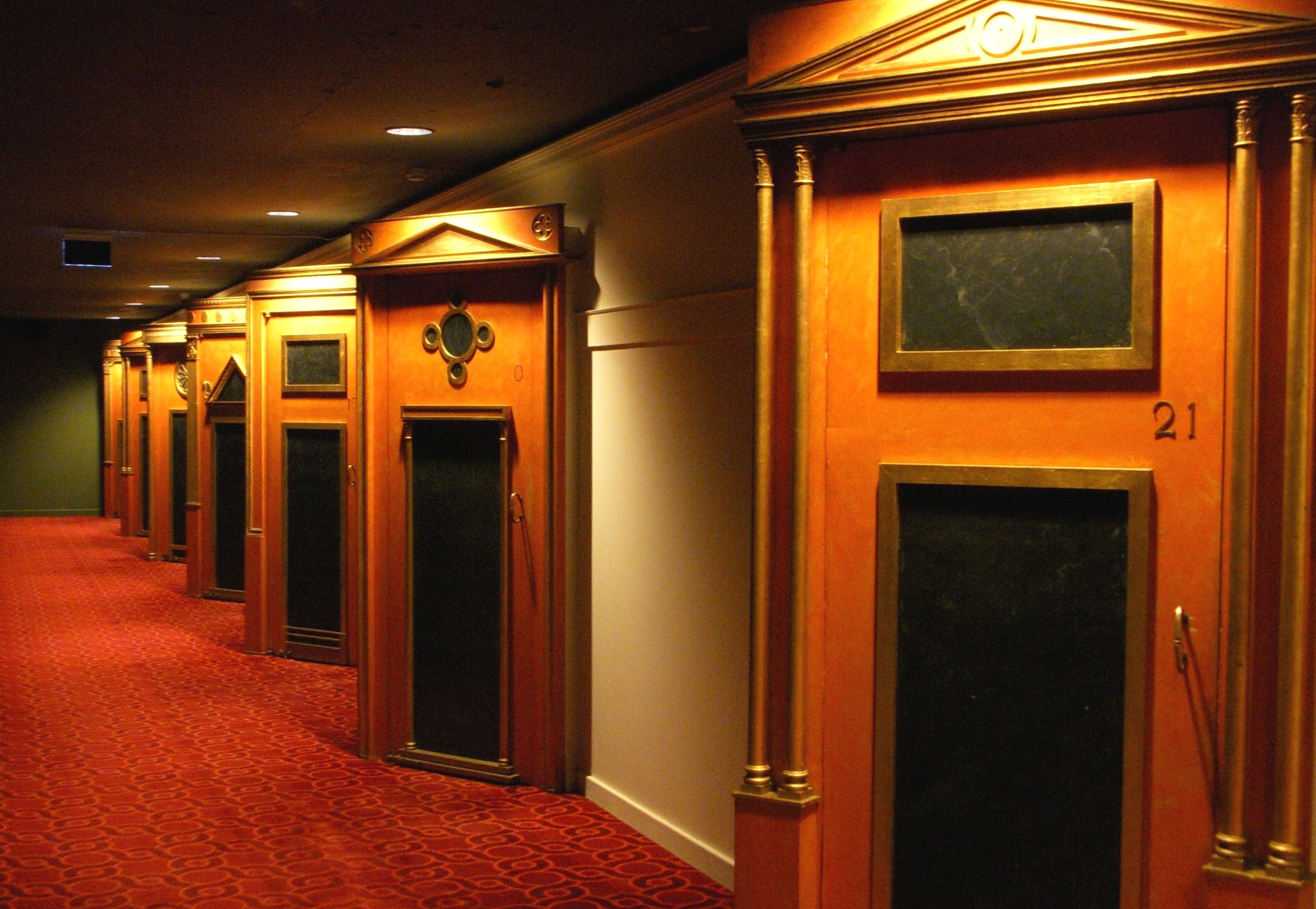
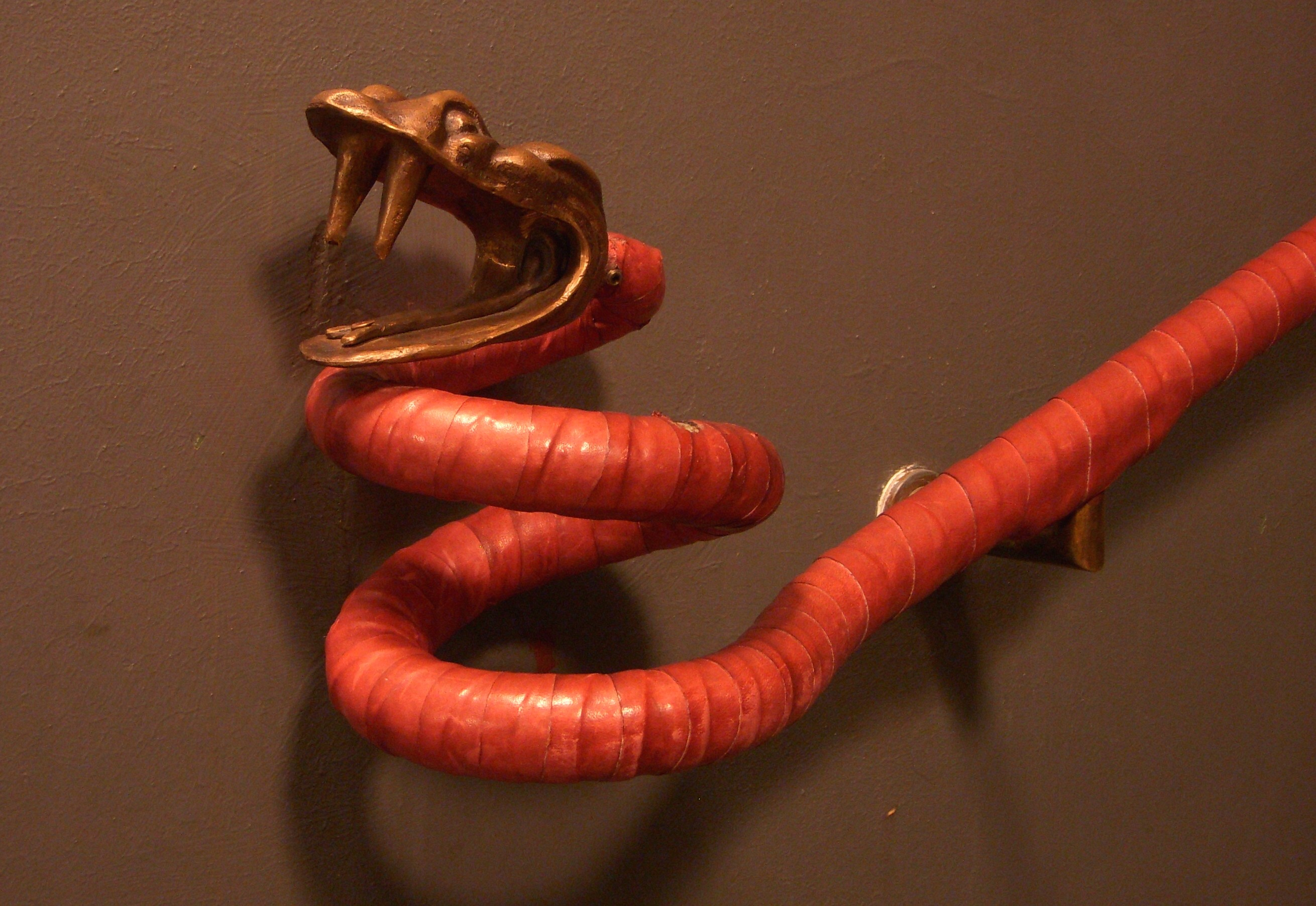
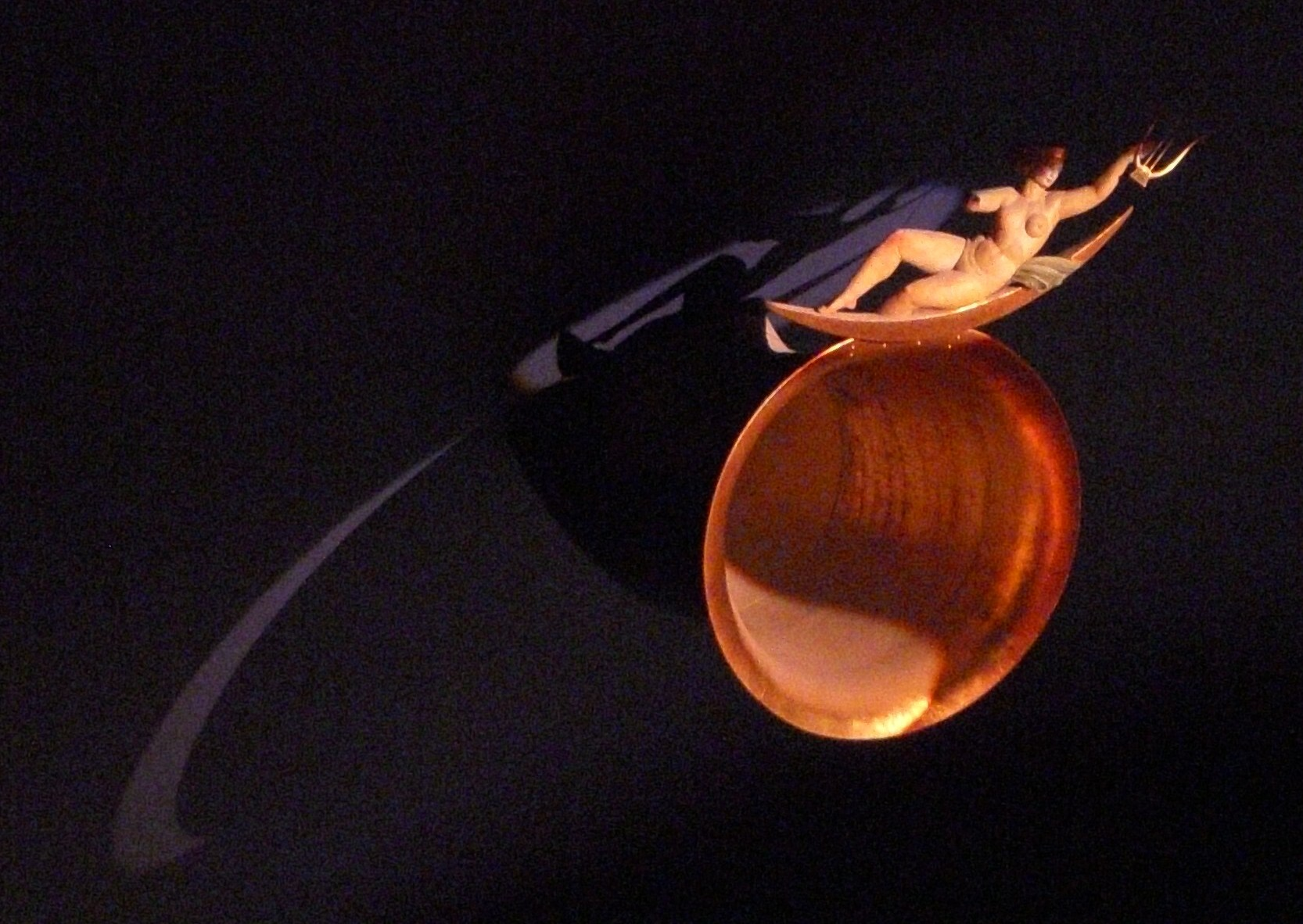
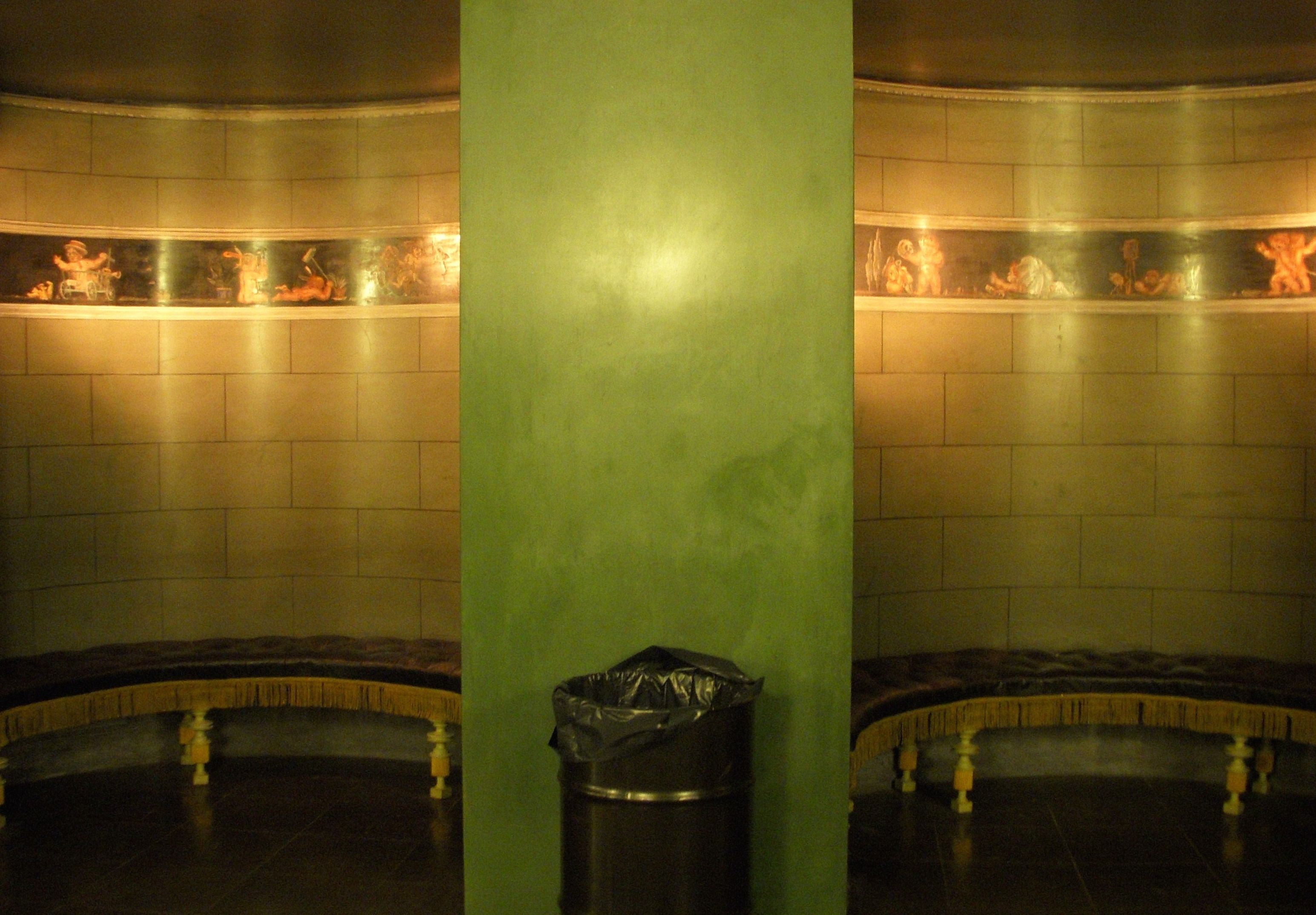

Det finns fler interiörbilder på commons